# Транснефть-Сибирь
Транснефть-Сибирь — дочернее предприятие компании Транснефть, оператор магистральных нефтепроводов России. Полное наименование — Акционерное общество «Транснефть-Сибирь».
Самое крупное дочернее общество в составе головной компании.

## История
Компания Сибнефтепровод образована в 1967 году как Управление магистральных нефтепроводов Западной и Северо-Западной Сибири (на основе УМН ЗиСЗС было образована компания Транснефть). Первым трубопроводом компании был Шаим-Тюмень. В начале 1990-х годов был трудный период для Сибнефтепровода, так как резко снизилась добыча нефти. Но уже к концу 1998 года положение стабилизировалось и добыча нефти стала расти.
На 2016 год в ОАО «Сибнефтепровод» входят следующие подразделения ОСТ: УМН Тюменское, УМН Урайское, УМН Уренгойское, УМН Ноябрьское, УМН Нефтеюганское, УМН Нижневартовское, УМН Сургутское и УМН Тобольское. Штаб квартира ОАО «Сибнефтепровод» находится в Тюмени. В октябре 2015 года переименован в АО "Транснефть-Сибирь".

## Организационная структура
В состав компании входят ряд управлений магистральных нефтепроводов - Ноябрьское, Нефтеюганское, Урайское, Тобольское, Тюменское, Сургутское, Нижневартовское УМН.
Также, в её состав входит несколько независимых структурных подразделений, таких как Тюменский ремонтно-механический завод.
Компания эксплуатирует 85 нефтеперекачивающих станций (НПС) и 2 нефтепродуктоперекачивающие станции (НППС).

## Критика
Компанию неоднократно обвиняли в нарушении действующего природоохранного законодательства. Так, в 2022-23 гг, компания, по требованию местных прокуратур вынуждена была проводить лессовостановительные работы на нескольких десятках гектарах территории, прилегающих к её объектам.